# Мельник Михайло Григорович (футболіст)
Миха́йло Григо́рович Ме́льник (нар. 1915, Київ — пом. 1969) — радянський футболіст, що виступав у довоєнні роки на позиції нападника у київських клубах «Локомотив» та «Динамо». Був учасником матчів у окупованому Києві в 1942 році у складі команд «Старт» та «Рух», в тому числі і в так званому «Матчі смерті».

## Біографія

Команда «Старт» (у темних футболках) і «Флакельф» (у білих) перед першим матчем 6 серпня 1942 року (справа наліво): Гончаренко, Балакін, Сухарєв, Коротких, Клименко, Комаров, Трусевич, Тимофєєв. Сидять: Ткаченко, Путистін (без майки), Мельник, Чернега

Народився 1915 року у Києві. У футбол почав грати в 1930 році в команді ФЗУ КПВЗ, а з 1933 року — в команді Лісотехнічного інституту. У 1934–1937 роках виступав за команди «Авангард» і «Локомотив». 
У 1938–1939 роках служив у Червоній армії, після чого повернувся в «Локомотив». З 1941 року був у дублі «Динамо» (Київ), але за основу в тому сезоні так і не зіграв. Учасник футбольних матчів команди «Старт» в червні—серпні 1942 року, в тому числі і в так званому «Матчі смерті». 
З 1944 року грав у основній команді «Динамо» (Київ), відігравши у 23 матчах чемпіонату СРСР.
У вересні 1964 року Указом Президії Верховної Ради СРСР медаль шістьох учасників тих подій — Володимира Балакіна, Макара Гончаренка, Михайла Мельника, Михайла Путистіна, Михайла Свиридовського, Василя Сухарєва — відзначили медаллю «За бойові заслуги». При цьому в указі, опублікованому 10 вересня 1964 р. в газеті «Правда» (№ 254) практично у всіх були змінені ініціали — Н. А. Балакін, М. І. Гончаренко, Н. Ст. Мельник, В. С. Путистін, А. П. Свиридовський, П. Р. Сухарєв.
Помер 1969 року.